# Эприл, Лусафо
Лусафо Эприл — южноафриканский легкоатлет, который специализируется в марафоне. На олимпийских играх 2012 года занял 43-е место с результатом 2:19.00. В настоящее время владеет национальным рекордом в беге на 25 километров по шоссе. Занял 15-е место на чемпионате мира по полумарафону 2014 года, показав время 1:01.16.
Победитель Ганноверского марафона 2011 года с результатом — 2:09.25.
В 2013 году стал победителем Ганноверского марафона с рекордом трассы и личным рекордом — 2:08.32. 3 ноября 2013 года занял 3-е место на Нью-Йоркском марафоне с результатом 2:09.45.